# Governador de Goiás
O governador de Goiás é o chefe de governo do Poder Executivo estadual goiano, auxiliado pelos seus secretários, os quais escolhe livremente. Eleito por maioria absoluta em sufrágio universal juntamente com o vice-governador, seu mandato tem duração de quatro anos; desde 1997, há a possibilidade de reeleição. O atual governador é Ronaldo Caiado.
O local de trabalho do governador é o Palácio Pedro Ludovico Teixeira e a residência oficial desse é o Palácio das Esmeraldas, construídos nos fins da década de 1930, sendo sediados na capital estadual construída contemporaneamente, Goiânia. Seus poderes são enumerados na Constituição Estadual e na Federal, os quais incluem a capacidade de sancionar e vetar projetos de lei aprovados pela Assembleia Legislativa, apresentar propostas orçamentárias, expedir decretos e regulamentos e nomear ocupantes de centenas de cargos. Como o comandante em chefe das forças de segurança estadual, nomeia os comandantes e oficiais superiores da Polícia Militar, da Polícia Civil e do Corpo de Bombeiros.
O cargo tem origem no século XVIII, a partir do desmembramento da Capitania de Goiás da Capitania de São Paulo e Minas de Ouro. Marcos José de Noronha e Brito foi o primeiro governador de facto da região que denominava-se Goiás. A Monarquia de Portugal era responsável por nomear os governadores no período que compreende 1749 até setembro de 1822, com a Independência do Brasil. A partir desse período, o Imperador do Brasil se torna o responsável por designar os presidentes da Província de Goiás. Após a Proclamação da República em 1889, o estado passou a eleger diretamente seus governantes, à exceção de tempos ditatoriais. Em 1930, o termo "governador" passou a ser utilizado para designar o chefe do executivo, mantendo-se até a atualidade. Até 1988, o território que hoje compreende o Tocantins também era de responsabilidade jurisdicional do governo de Goiás; a partir do supracitado ano, o local se torna uma unidade federativa do Brasil, com governo estadual próprio.

## Cargo

### Funções e autoridade
Para adequar a Constituição de Goiás com a Nova República, uma Assembleia Estadual Constituinte promulgou um novo texto constitucional para o estado em 1989. A legislação legisla sobre o Poder Executivo em seu capítulo II, seções I, II e III. Constitucionalmente, o governador é o representante máximo do Poder Executivo estadual, exercendo a "direção superior da administração estadual" com o auxílio de seus secretários, os quais nomeia e exonera conforme lhe convém. O número de secretários não é especificado por lei; em 2024, Goiás contava com 28 secretários estaduais. Exercendo o mais alto cargo da política goiano, o governador representa o estado em ações políticas, jurídicas e administrativas.

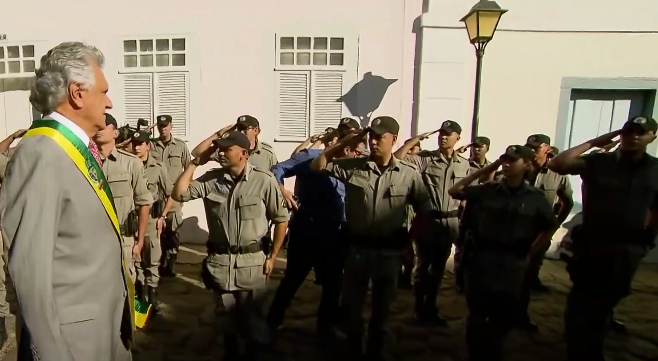
Então governador de Goiás, Ronaldo Caiado em revista à tropa da PM-GO

O governador tem a prerrogativa de promulgá-los ou vetá-los, total ou parcialmente, dos projetos de lei aprovados pela Assembleia Legislativa, se julgar "inconstitucional ou contrário ao interesse público." Os deputados podem derrubar um veto por maioria absoluta de seus membros. Durante a abertura da sessão legislativa, transmite aos deputados estaduais mensagem versando sobre a situação do estado e seus planos de governo. O governador também pode influenciar o processo legislativo convocando sessões extraordinárias e propondo projetos de lei, inclusive com tramitação em regime de urgência. Há leis cuja autoria são de sua iniciativa privativa, como as que disponham sobre os efetivos da Polícia Militar e as atribuições e estrutura da administração pública estadual.
O governador define o orçamento anual, mas precisa submetê-lo à aprovação da Assembleia Legislativa. Os deputados estaduais deliberam sobre o plano plurianual, a lei de diretrizes orçamentárias e a lei orçamentária anual propostas pelo governador. Em 2024,  o orçamento aprovado pela Assembleia foi de R$ 845.743.000,00. Deste total, a Constituição Federal determinou que pelo menos 12% dos gastos devem ser destinados à saúde e 25% à educação.
O governador pode "expedir decretos e regulamentos para a fiel execução das leis", incluindo que versem sobre estados de calamidade, seja ela financeira ou motivada por desastres naturais ou eventos climáticos. Ao fazê-lo e se for reconhecida pelo governo federal, o governador passa a contar com uma linha de apoio da União, a qual inclui recursos financeiros e o envio da Força Nacional. Cabe ao governador, ainda, decretar e executar uma intervenção no âmbito municipal, tal qual ocorreu em Goiânia em 5 de setembro de 1988 e em Anápolis, no dia 19 de agosto de 2003.
|                                                    |  |                                                                                         |
| Ronaldo Caiado fazendo juramento de posse em 2023. |  | Vídeo da Record Goiás retratando a primeira posse do governador Ronaldo Caiado em 2019. |

### Eleição e posse
Os critérios de elegibilidade para o cargo definidos pela Constituição Federal incluem a necessidade de o candidato possuir nacionalidade brasileira, pelo menos 30 anos de idade, ser filiado a um partido político, ter seu domicílio eleitoral no estado e estar em gozo de pleno exercício dos direitos políticos. O candidato não pode ser cônjuge ou parente de até segundo grau do presidente ou do governador em exercício.
O governador e o vice são eleitos por sufrágio universal em eleições realizadas no último mês de outubro antes do término do mandato de seus antecessores. O primeiro turno ocorre no primeiro domingo de outubro e, caso nenhum candidato obtenha maioria absoluta dos votos, um segundo turno ocorre no último domingo de outubro. O mandato é de quatro anos, com possibilidade de uma reeleição consecutiva.

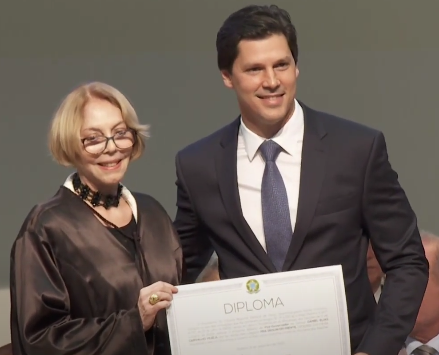
Daniel Vilela, então vice-governador eleito de Goiás, ao ser diplomado pela Mesa Diretora do TRE-GO representando o governador reeleito, Ronaldo Caiado.

Após a apuração dos resultados, o Tribunal Regional Eleitoral de Goiás decide sobre a diplomação do eleito, habilitando-o para a posse em 1.º de janeiro. O mandato eletivo pode ser impugnado perante a Justiça Eleitoral em até quinze dias após a diplomação, sendo necessário a apresentação de provas do cometimento de abuso do poder econômico, corrupção ou fraude.

Durante a cerimônia de posse, o governador deverá pronunciar o seguinte juramento:
| “ | “Prometo manter, defender e cumprir a Constituição da República e a do Estado, observar as leis, promover o bem geral e sustentar a integridade do Estado de Goiás". | ” |

Marconi Perillo transmitindo a faixa de governador a José Eliton em 2018.

Após tal ato, o governador segue ao Palácio das Esmeraldas, onde receberá das mãos do antecessor ou da família, caso tenha sido reeleito, a faixa governamental de Goiás, utilizada desde 2011 nas cerimônias de posse.

### Linha sucessória e afastamento
Juridicamente, o governador detém dois tipos de foro especial por prerrogativa de função. Em crimes comuns cometidos no exercício do cargo, o governador responde criminal e processivamente ao Superior Tribunal de Justiça. Em alguns estados buscou-se incluir a exigência de autorização da Assembleia Legislativa para que uma ação penal por crime comum fosse instaurada contra o governador pelo STJ. Por unanimidade, o Supremo Tribunal Federal concluiu que a instauração de uma ação penal não afasta automaticamente o governador do cargo, e que cabia ao STJ "dispor, fundamentadamente, sobre a aplicação de medidas cautelares penais, inclusive afastamento do cargo".
Os crimes de responsabilidade cometidos pelos governadores são processados na alçada da Assembleia Legislativa,um pedido de impeachment pode ser apresentado por qualquer brasileiro que goze dos direitos políticos. O presidente do legislativo delibera inicialmente por arquivá-lo ou aprová-lo. Se iniciado, uma comissão parlamentar emite um parecer quanto a admissibilidade, sendo submetido ao pleno. Com o aval de dois terços dos deputados, o processo é instaurado e o governador é afastado temporariamente. No julgamento, forma-se uma comissão mista com 5 deputados e 5 desembargadores sorteados, sob a presidência do presidente do Tribunal de Justiça. Se dois terços dos integrantes da comissão julgadora votarem a favor, o mandato é cassado. Nenhum governador goiano teve seu mandato cassado.

### Gratificações

#### Residência oficial e local de trabalho
|                                 |  |                                          |
| Palácio das Esmeraldas em 2008. |  | Palácio Pedro Ludovico Teixeira em 2010. |

O Palácio das Esmeraldas localiza-se na Praça Cívica de Goiânia, capital do estado brasileiro de Goiás. É a residência oficial do governador de Goiás desde 1937. A sede do governo é o Palácio Pedro Ludovico, onde o governador oficia e realiza atividades de sua agenda.

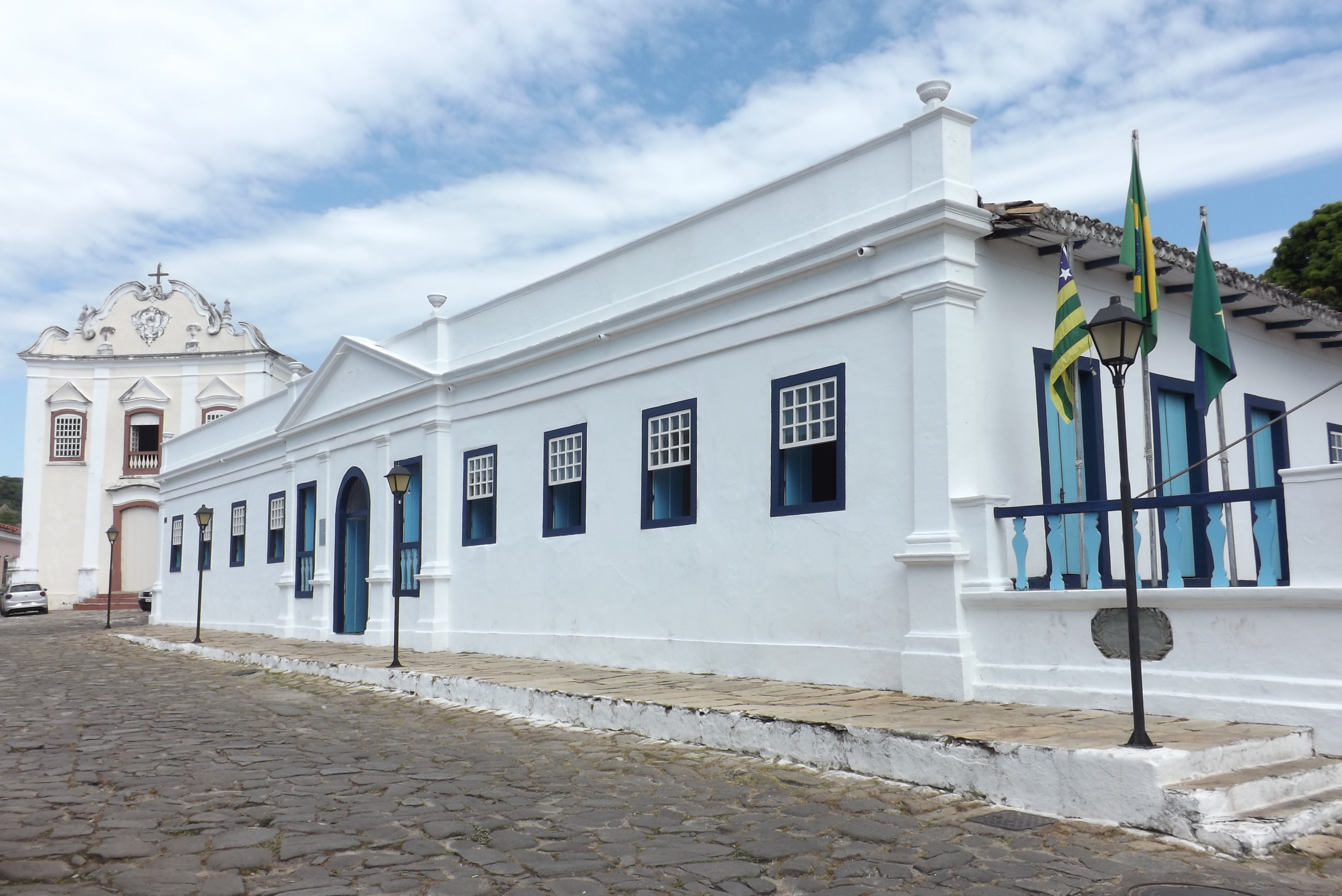
Palácio Conde dos Arcos.

Anteriormente, o Palácio Conde dos Arcos, localizado na cidade de Goiás, foi a sede do governo e residência oficial do governador de Goiás, desde 1749 até 1937, quando Goiânia foi inaugurada.

#### Veículos oficiais

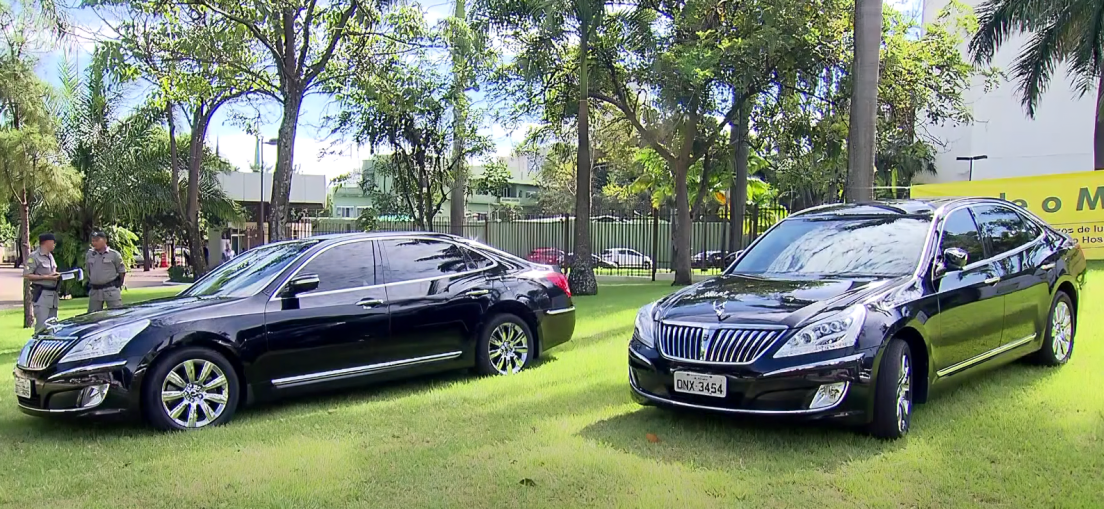
Carros do modelo Hyundai Equus VS 460, que serviram na gestão Marconi Perillo e José Eliton, e foram leiloados no primeiro ano do governo Ronaldo Caiado.

Exemplifica-se os carros de luxo comprados nas gestões Marconi Perillo e José Eliton, ambos incorporados ao patrimônio da Casa Militar do Estado. Os carros eram do modelo Hyundai Equus, que de acordo com o próprio Marconi, foram doados ao Governo do Estado. Ambos foram leiloados em 2019, para auxiliar o Hospital Materno Infantil.